# 碲化银
碲化银 （Ag2Te）是银的碲化物。它会形成单斜晶体。广义上，碲化银也可以是AgTe （碲化银(II)，一种亚稳定的化合物） 或Ag5Te3。
碲化银一般以碲银矿在天然存在。

## 制备
碲化银可由碲和银在470 °C氮气气氛中反应得到：
2 Ag + Te → Ag2Te